# کارینا ساویک
کارینا ساویک (انگلیسی: Karina Sævik؛ زادهٔ ۲۴ مارس ۱۹۹۶) بازیکن فوتبال اهل نروژ است.
وی همچنین در تیم‌های ملی فوتبال زنان نروژ بازی کرده‌است.